# Loser (film, 2000)
Pour les articles homonymes, voir Loser.
Pour plus de détails, voir Fiche technique et Distribution.
Loser est un film américain de Amy Heckerling sorti en 2000.

## Synopsis
Paul Tannek, un jeune provincial, quitte sa campagne pour la grande ville de New York, afin de continuer ses études à l'université. Son style campagnard, son air idiot, sa naïveté, et sa nécessité d'être sérieux pour conserver sa bourse d'études, attirent les moqueries de ses trois colocataires, petits gosses de riches, qui considèrent la fac comme un lieu de fêtes et de débauches. Un jour, lors de son cours de littérature, il fait la connaissance de Dora Diamond, étudiante qui entretient une relation amoureuse compliquée avec le professeur de ce cours, Mr Alcott, et qui est obligée de chercher du travail, après avoir perdu son précédent boulot comme serveuse dans une boîte de strip-tease, pour pouvoir continuer à financer ses études. Séduit par Dora, Paul va tenter de se débarrasser de son image de loser pour la conquérir.

## Fiche technique
- Titre : Loser
- Réalisation : Amy Heckerling
- Scénario : Amy Heckerling
- Musique : David Kitay
- Photographie : Rob Hahn
- Montage : Debra Chiate
- Production : Twink Caplan et Amy Heckerling
- Société de production : Branti Film Productions et Cockamamie
- Société de distribution : Sony Pictures Entertainment (États-Unis), Columbia TriStar (France)
- Pays :  États-Unis
- Genre : Comédie romantique
- Durée : 98 minutes
- Date de sortie : 21 juillet 2000 (États-Unis)

## Distribution
- Jason Biggs (V. F. : Cédric Dumond) : Paul Tannek
- Mena Suvari (V. F. : Sybille Tureau) : Dora Diamond
- Zak Orth : Adam
- Thomas Sadoski (V. F. : Vincent Barazzoni) : Chris
- Jimmi Simpson : Noah
- Greg Kinnear (V. F. : Arnaud Bedouët) : Professeur Edward Alcott
- Dan Aykroyd (V. F. : Joël Martineau) : Mr Tanneck
- Twink Caplan : Gena
- Robert Miano : Victor
- Kedar Brown (V. F. : Frantz Confiac) : Jay
- Mollie Israel : Annie, la petite amie de Chris
- Andrea Martin (V. F. : Frédérique Cantrel) : Professeur
- Alison Sealy-Smith (V. F. : Barbara Kelsch) : la conseillère
- Colleen Camp : la femme sans domicile
- Andy Dick : l'employé de bureau
- Steven Wright : l'homme du bar à culottes
- Brian Backer (en) : le médecin des urgences
- Meredith Scott Lynn : la fille aimant les chiens
- David Spade : l'employé du vidéoclub